# Páni z Holštejna
Páni z Holštejna jsou dva historicky samostatné rody, které sídlily na hradě Holštejně.

## Páni z Holštejna erbu beraních rohů
Rod pocházel z předků Radoslava z Ceblovic, který byl v roce 1227 ve funkci nejvyššího lovčího a jeho syna Crhy, který byl významným pánem a působil jako purkrabí na hradě Děvičky a purkrabí města Olomouce. Crha získal rozlehlé majetky na Drahanské vrchovině s centrem na tvrzi v Jedovnicích. Tento majetek pak získali po jeho smrti v roce 1251 jeho synové Bohuš a Hartman, kteří tuto oblast kolonizovali. Bohušovi daroval v 60. letech 13. století král za věrné služby oblast kolem Lipníka nad Bečvou, kde Bohuš postavil hrad Drahotuš a založil tak moravský rod pánů z Drahotuš. Hartman v tomtéž období postavil hrad Holštejn a založil tak rok pánů z Holštejna. Jeho jediný syn Crha z Holštejna však předčasně roku 1308 zemřel a rod vymřel. Hrad a panství získal odúmrtí král, který ho postoupil rodu pánů z Lipé, kteří ho takřka obratem před rokem 1321 prodali.

## Páni z Holštejna erbu poloutrojčáří

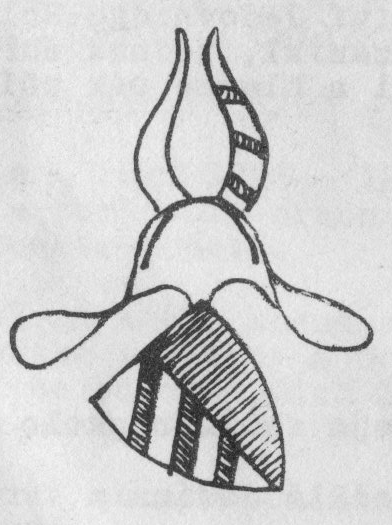
Erb poloutrojčáří pánů z Holštejna

Novým holštejnským pánem se stal počátkem 20. let 14. století Vok I. z Holštejna. Až donedávna ho literatura ztotožňovala s Vokem ze Sovince, který spolu s bratry Markvartem a Pavlem založili hrad Sovinec. Z rozboru listinných důkazů a pečetí však vyplývá, že současníci Vok I. z Holštejna a Vok I. ze Sovince sice pocházejí ze stejného rodu Hrutoviců, který měl sídlo na hradě Huzové a psal se po ní, leč jde o dvě větve tohoto rodu a zmiňovaní Vokové byli pravděpodobně bratranci. Vok I. z Holštejna tak založil rod, který se postupem času rozrostl a stal se významným jak v rámci Moravského markrabství, tak českého království. Jeho příslušníci se uváděli často na čelních místech ve veřejných listinách i při zasedáních zemských soudů. Páni z Holštejna drželi kromě svého rodového sídla na Holštejně hrady Cimburk, Vartnov, Hluboký, Špránek, Náměšť, Grünberg, Bohuslavice a Myslejovice a tvrze Týnec, Zdounky, Dětkovice a Konice. Rod se zapsal do dějin jak v moravských markraběcích válkách, tak ve válkách husitských. Dle Vavřince z Březové padl Vok IV. z Holštejna jako jeden z 25 moravských pánů v bitvě pod Vyšehradem v roce 1420. Rod vymřel po meči roku 1466 posledním z Voků z Holštejna.